# Molí de Xirivic
El Molí de Xirivic és una obra de la Vall de Bianya (Garrotxa) inclosa a l'Inventari del Patrimoni Arquitectònic de Catalunya.

## Descripció
Xirivic era una menuda masia que hi havia hagut prop de la casa del Pagès; actualment les seves ruïnes gairebé no es veuen. Aquesta senzilla casa disposava de molí propi a la riera. El molí és una senzilla construcció de planta rectangular i teulat a dues aigües. Disposa de baixos i dos pisos. Va ser bastit amb pedra menuda llevat de les cantoneres. Les obertures tenen llindes de fusta. El molí va ser ampliat posteriorment pel costat de tramuntana. Les eines del moliner es trobaven en un cos avançat de la façana de migdia, tocant la riera. Sembla que un aiguat es va endur aquesta part de l'edifici i avui al molí no hi resta cap senyal de l'ocupació dels antics estadants.

## Història
A la vall del Bac hi havia quatre molins en funcionament: el de Xirivic, el Molinot, en ruïnes, el de la Coma, a la riera de Porreres i el de la Coromina. Aquest va ser l'últim que va produir blat escairat pels habitants de la vall.